# 回龙镇 (交口县)
回龙镇，原为回龙乡，是中华人民共和国山西省吕梁市交口县下辖的一个乡镇级行政单位。2021年5月28日，撤乡设镇。

## 行政区划
回龙镇下辖以下地区：
回龙村、山头村、茶坊村、张家岭村、刘外村、王润村、均庄村、田庄村、陶上村和窑上村。